# (6623) 1979 MY2
(6623) 1979 MY2 (1979 MY2, 1980 UT1) — астероїд головного поясу, відкритий 25 червня1979 року.
Тіссеранів параметр щодо Юпітера — 3.459.